# WrestleMania 38
WrestleMania 38 — тридцать восьмая по счёту WrestleMania, премиальное живое шоу производства американского рестлинг-промоушна WWE. Шоу прошло в течение двух дней — 2 и 3 апреля 2022 года на стадионе «Эй-ти-энд-ти Стэдиум» в Арлингтоне, Техас. Шоу транслировалось по системе pay-per-view (PPV) по всему миру и доступно для трансляции через Peacock в США и WWE Network на международном рынке.
Это событие стало четвёртой WrestleMania, которая прошла в штате Техас (после X-Seven, XXV и 32), и второй, которая прошла на данной арене после WrestleMania 32 в 2016 году, которая установила рекорд посещаемости для события WrestleMania — 101 763 человека.
Это третья WrestleMania, в главном событии которой встретились Брок Леснар и Роман Рейнс (после 31 и 34). WWE называет этот матч «Самым большим матчем WrestleMania всех времен», в котором объединятся два титул чемпиона мира — чемпиона WWE и Вселенной WWE, принадлежащие Леснару и Рейнсу соответственно.
Шоу состояло из 16 матчей в течение двух дней. В импровизированном матче, который стал главным событием первого дня, Стив Остин победил Кевина Оуэнса в матче без правил, что стало первым матчем Остина после WrestleMania XIX. В других значимых матчах вернувшийся Коди Роудс победил Сета Роллинса, Шарлотта Флэр победила Ронду Раузи и сохранила титул чемпиона WWE SmackDown среди женщин, а Бьянка Белэр победила Бекки Линч и завоевала женское чемпионство WWE Raw. В главном событии второго дня чемпион Вселенной WWE Роман Рейнс победил чемпиона WWE Брока Леснара, объединив оба титула и став неоспоримым чемпионом Вселенной WWE. В других значимых матчах Джонни Ноксвилл победил Сами Зайна в матче «Всё, что угодно», Эдж победил Эй Джей Стайлза, а председатель WWE Мистер Макмэн победил комментатора Пэта Макафи в импровизированном матче после победы Макафи над Остином Тиори, что стало первым матчем Макмэна после WrestleMania XXVI.

## Предыстория шоу
WrestleMania считается главным шоу WWE в году. Его проводят ежегодно с 1985го года весной в марте или апреле. WrestleMania — первое шоу, которое в WWE организовали по системе Pay-per-view, и которое с 2014го года показывают на WWE Network. WrestleMania привлекает в город, где это шоу проводится, дополнительные инвестиции, помогает развитию местной логистической и туристической инфраструктуры. Традиционно матчи на WrestleMania венчают продолжительные или не очень сюжеты WWE, в которых принимают участие рестлеры всех брендов — в случае с WrestleMania 38 это Raw и SmackDown.
16 января 2021 года объявили, что из-за того, что годом ранее WrestleMania 36 была проведена без зрителей и в записи, было принято решение провести WrestleMania в 2021, 2022 и 2023 годах в тех городах, где они были запланированы, но на год позже. Таким образом WrestleMania 38 досталась Далласу и стадиону AT&T Stadium, расположенному в пригороде Далласа Арлингтоне. Таким образом это четвёртая WrestleMania, которая была доверена штату Техас (после X-Seven, 25 и 32) и вторая, которую доверили Далласу (после 32). WrestleMania 32 установила рекорд по количеству посетителей шоу — 101.763 человека. Билеты поступили в продажу 12 ноября 2021 года.
Изначально ожидалось, что шоу пройдет в один день, однако 2 сентября 2021 года объявили, что как и годом ранее шоу будет двухдневным — субботняя часть шоу пройдет 2 апреля, воскресная — 3 апреля.
11 июля 2022 года было объявлено, что организация WrestleMania 38 принесла в экономику региона Далласа и пригорода Арлингтона 206.5 миллионов долларов, что стало рекордной суммой и первым случаем, когда прибыль превысила отметку 200 миллионов.

## Селебрити на WrestleMania
Перед началом шоу на площадке на территории рядом с ареной свои сеты исполнил DJ Валентино Хан.
Исторически сложилось, что главное шоу года WWE посещают звезды спорта, культуры и искусства, а некоторые в нём даже участвуют. WrestleMania 38 не стала исключением. Блогер Логан Пол, который годом ранее уже посетил WrestleMania и даже получил «станнер» от Кевина Оуэнса, на этот раз принял участие в полноценном командном матче. В субботу он вместе с Мизом одолел Рея и Доминика Мистерио, а после матча Миз напал на него, что стало завязкой на сюжет для следующего матча Пола в WWE, который состоялся на Summerslam.
Песню «America the Beautiful», с исполнения которой традиционно начинается всё шоу, исполнили певцы Брэндли Гилберт и Джесси Джеймс Декер.
Участником ещё одного матча стал шоумен Джонни Ноксвилл, который провёл матч без правил против Сами Зэйна в воскресенье. Вместе с ним в матче поучаствовали и другие звезды шоу «Чудаков» — Джейсон Акунья, Крис Понтиус, режиссёр Джефф Тремэйн, а также Джаспер Долфин и Компстон Уилсон.
Звездный в прошлом игрок NFL Пэт Макафи также принял участие в матче, даже в двух — против Остина Тиори и Винса Макмэна. Макафи уже несколько месяцев до того работал комментатором SmackDown, но матч на шоу основного ростера провел впервые.
В выходе Макафи в зал участвовали чирлидерши местной команды NFL «Даллас Ковбойз». В качестве музыкальной темы Макафи был оплачен хит Seven Nation Army от «White Stripes».
Матч за Женское чемпионство SmackDown провела экс-Чемпионка UFC Ронда Роузи, которая к тому моменту находилась на контракте WWE.

## Сюжеты и назначение матчей
Традиционно на шоу WWE рестлеры проводят матчи, развивающие их сюжеты и истории. Наиболее частый вид матча — противостояние положительного («фейс») и отрицательного («хил») персонажей. Подготовка матча и раскрытие сути конфликта происходит на телевизионных шоу — в случае основного ростера WWE это Raw и SmackDown.
Командным Чемпионством SmackDown с Summerslam 2021 владели Братья Усо. С мая того же года Рик Бугз стал ассистировать Шинске Накамуре во время его выхода в зал, играя на гитаре. При его поддержке Накамура выиграл Корону у Барона Корбина 18 июня на SmackDown, а 13 августа выиграл Интерконтинентальное чемпионство. Через полгода 18 февраля 2021 года Шинске Накамура проиграл чемпионство Сами Зейну. Через две недели на Накамуру и Бугза во время их выхода на ринг напали братья Усо, поскольку те мешали Роману Рейнсу. На SmackDown 11 марта несмотря на полученные в результате избиения травмы Накамура и Бугз бросили Усо вызов на матч на WrestleMania. Усо предложили Рику Бугзу победить Джея Усо, и в этом случае они были готовы согласиться на матч. Бугз одержал победу несмотря на попытку Джимми вмешаться, и матч был назначен. 25 марта на SmackDown Накамура смог победить Джимми Усо. 28 марта Накамура и Бугз явились на Raw, где после командного матча Усо против РК-Бро поучаствовали во всеобщей потасовке. На WrestleMania SmackDown 1 апреля матч Рика Бугза и Джимми Усо остановили из-за вмешательства Джея, и переназначили как матч трио. В нём Остин Тиори и братья Усо победили Накамуру, Бугза и Финна Балора.
В 2019-м году вскоре после своего возвращения в основной ростер WWE Дрю Макинтайр некоторое время выступал вместе с Бароном Корбином. В частности, на Fastlane 2019 втроем с Бобби Лэшли они уступили ЩИТу. Два года спустя на SmackDown 26 ноября 2021 года Корбин вместе со своим новым спутником Сумасбродом Моссом высмеяли Дрю Макинтайра из-за того, что тот не был включен в список участников батл-рояла, в котором определялся претендент на Чемпионство Вселенной WWE. Макинтайра это взбесило, но он подчинился решению руководства. 3 декабря на SmackDown Макинтайр в компании Джеффа Харди побил своих обидчиков. Неделей позже Макинтайр воткнул меч, который назвал именем своей матери Анжелой, в стол Эдама Пирса, который не включил его в тот самый батл-роял, и который пытался оправдаться тем, что списки составляла Соня Девиль. Позже этот стол с мечом украли Корбин и Мосс. На следующей неделе разозлённый Макинтайр за это снова их поколотил. На рождественский SmackDown 24 декабря был назначен матч, в котором Дрю в компании Нового дня победил Мосса в компании братьев Усо. В следующий раз Макинтайр пересёкся с шутниками на Royal Rumble, где он элиминировал их обоих. Победить в матче Макинтайр не смог, за что Мосс и Корбин высмеяли его на SmackDown 4 февраля, а тот пробил Моссу Клеймор-кик и пообещал превратить жизнь Корбина в ад. На SmackDown 11 февраля Макинтайр сообщил Моссу, что ранее договорился о матче между ними на Elimination Chamber. Этот матч прошел с удержаниями где угодно, и победу одержал Макинтайр, причем по ходу матча Мосс чуть не получил травму, неаккуратно приняв Алабама-слэм. Обошлось без травм, а вину за инцидент Мосс взял на себя. 25 февраля на SmackDown Макинтайр ещё раз одолел Мосса. 3 марта Корбину и Макинтайру был назначен матч на WrestleMania 38. 11 марта на SmackDown Корбин с приспешниками напал на Макинтайра, но тот смог отбиться и побить их всех. 18 марта Корбин и Макинтайр встретились в матче трио, в котором Дрю ассистировал Викинги-Рейдеры, а Корбину Джиндер Махал и Шанки — победа осталась за Дрю и Викингами, ну а 28 марта на Raw Макинтайр победил обоих Мосса и Корбина в гандикап-матче, правда сразу после этого Корбин напал на Дрю, побил его и снова украл меч. На SmackDown 1 апреля Мосс выиграл Батл-роял памяти Гиганта Андре, заложив основы своего перехода на сторону положительных персонажей. Их празднование прервал Макинтайр, прогнавший их с ринга и отобравший меч.

## Результаты
| №                             | Матч                                                        | Тип матча                                                        | Время |
| ----------------------------- | ----------------------------------------------------------- | ---------------------------------------------------------------- | ----- |
| 1                             | Братья Усо (c) победили Синсукэ Накамуру и Рика Бугза       | Командный матч за титул командных чемпионов WWE SmackDown        | 6:55  |
| 2                             | Дрю Макинтайр победил Счастливого Корбина (с Мэдкэп Моссом) | Одиночный матч                                                   | 8:35  |
| 3                             | Миз и Логан Пол победили Рея и Доминика Мистерио            | Командный матч                                                   | 11:15 |
| 4                             | Бьянка Белэр победила Бекки Линч (c)                        | Одиночный матч матч за титул чемпиона WWE Raw среди женщин       | 19:10 |
| 5                             | Коди Роудс победил Сета Роллинса                            | Одиночный матч                                                   | 21:40 |
| 6                             | Шарлотт Флэр (c) победила Ронду Раузи                       | Одиночный матч матч за титул чемпиона WWE SmackDown среди женщин | 18:30 |
| 7                             | Стив Остин победил Кевина Оуэнса                            | Матч без правил                                                  | 13:55 |
| (c) — чемпион на начало матча |                                                             |                                                                  |       |

| №                             | Матч | Тип матча                                                    | Время |
| ----------------------------- | --- | ------------------------------------------------------------ | ----- |
| 1                             | RK-Bro (Рэнди Ортон и Риддл) (c) победили «Уличную наживу» (Анджело Докинз и Монтез Форд) и «Альфа-академию» (Чед Гейбл и Отис) | Командный матч за титул командных чемпионов WWE Raw          | 11:30 |
| 2                             | Бобби Лэшли победил Омоса | Одиночный матч                                               | 6:35  |
| 3                             | Джонни Ноксвилл победил Сами Зайна                                                                                              | Матч «Всё, что угодно»                                       | 14:25 |
| 4                             | Саша Бэнкс и Наоми победили Королеву Зелину и Кармеллу (с), Рею Рипли и Лив Морган, Наталью и Шейну Бэйзлер                     | Командный матч за титул командных чемпионов WWE среди женщин | 10:50 |
| 5                             | Эдж победил Эй Джей Стайлза | Одиночный матч                                               | 24:05 |
| 6                             | Шеймус и Ридж Холланд (с Бутчем) победили «Новый день» (Ксавье Вудс и Кофи Кингстон)                                            | Командный матч                                               | 1:40  |
| 7                             | Пэт Макафи победил Остина Тиори (с Мистером Макмэном)                                                                           | Одиночный матч                                               | 9:40  |
| 8                             | Мистер Макмэн (с Остином Тиори) победил Пэта Макафи                                                                             | Одиночный матч                                               | 3:45  |
| 9                             | Роман Рейнс (чемпион Вселенной WWE) победил Брока Леснара (чемпион WWE)                                                         | Матч «Победитель получает всё» за объединение титулов        | 12:20 |
| (c) — чемпион на начало матча | |                                                              |       |